# Guaiqueríes de Margarita
Los Guaiqueríes B.B.C., más conocido por su nombre comercial Guaiqueríes de Margarita, es un equipo profesional de baloncesto venezolano con sede en la ciudad de La Asunción, estado Nueva Esparta. Compiten en la Conferencia Oriental de la Superliga Profesional de Baloncesto (SPB) y disputan sus partidos como locales en el Gimnasio Ciudad de La Asunción con capacidad para 10 000 espectadores. Su sede administrativa está ubicada en la ciudad de Porlamar.

## Historia
La historia de Guaiqueríes de Margarita tiene como antecedente fundamental el año 1975, cuando la selección de baloncesto de Nueva Esparta se tituló campeona en los Juegos Nacionales, realizados en Cumaná, estado Sucre. El sorpresivo éxito neoespartano, basado en el talento de aquellos desconocidos  muchachos, sirvió de inspiración para que empresarios insulares emprendieran un camino que ya tiene más de cuatro décadas de recorrido. Dos años más tarde, en  1977, José Luis Bruzual, Félix Silva y Fucho Tovar inauguraron el equipo de baloncesto de Guaiqueríes de Margarita.
Originalmente, la franquicia tenía su sede en la población de Los Teques, siendo llamada Millonarios de Miranda. Tras adquirirla, decidieron mudarla a la Isla de Margarita.

### La dinastía
El equipo estableció una hegemonía entre finales de los setenta y principios de los ochenta, en la que Guaiqueríes se coronó de manera consecutiva en (1977) vs Ahorristas del Caracas,1978 (ante Panteras del Táchira), 1979 (ante Legisladores de Carabobo), 1980 y 1981 (ante Telefonistas de Caracas) y 1982 (ante Panteras de Lara), logrando esos históricos seis títulos al hilo, récord que aún se mantiene en los pergaminos del baloncesto profesional venezolano.

### Años recientes
15 años después, en 1997, ya en el marco de la Liga Profesional de Baloncesto, Guaiqueries obtuvo su séptimo campeonato guiado por Askia Jones y José Piculín Ortiz, en una final a 7 juegos contra Cocodrilos de Caracas.
Diez años después, liderados por Chris Jackson y Roger Washington, el equipo se coronó en una final de 7 juegos ante Cocodrilos de Caracas. 
A finales de 2011, según Gaceta Oficial N.º 39.803 del Ministerio del Poder Popular para Transporte Acuático y Aéreo, con fecha 18 de noviembre de 2011, marcó el inicio del control estatal del club bajo la administración del Ministerio del Poder Popular para el Deporte. A mediados de 2020 el Tribunal Supremo de Justicia falló a favor a Rodolfo Tovar, máximo accionista de la sociedad anónima “Los Guaiqueríes B.B.C.”.

## Pabellón

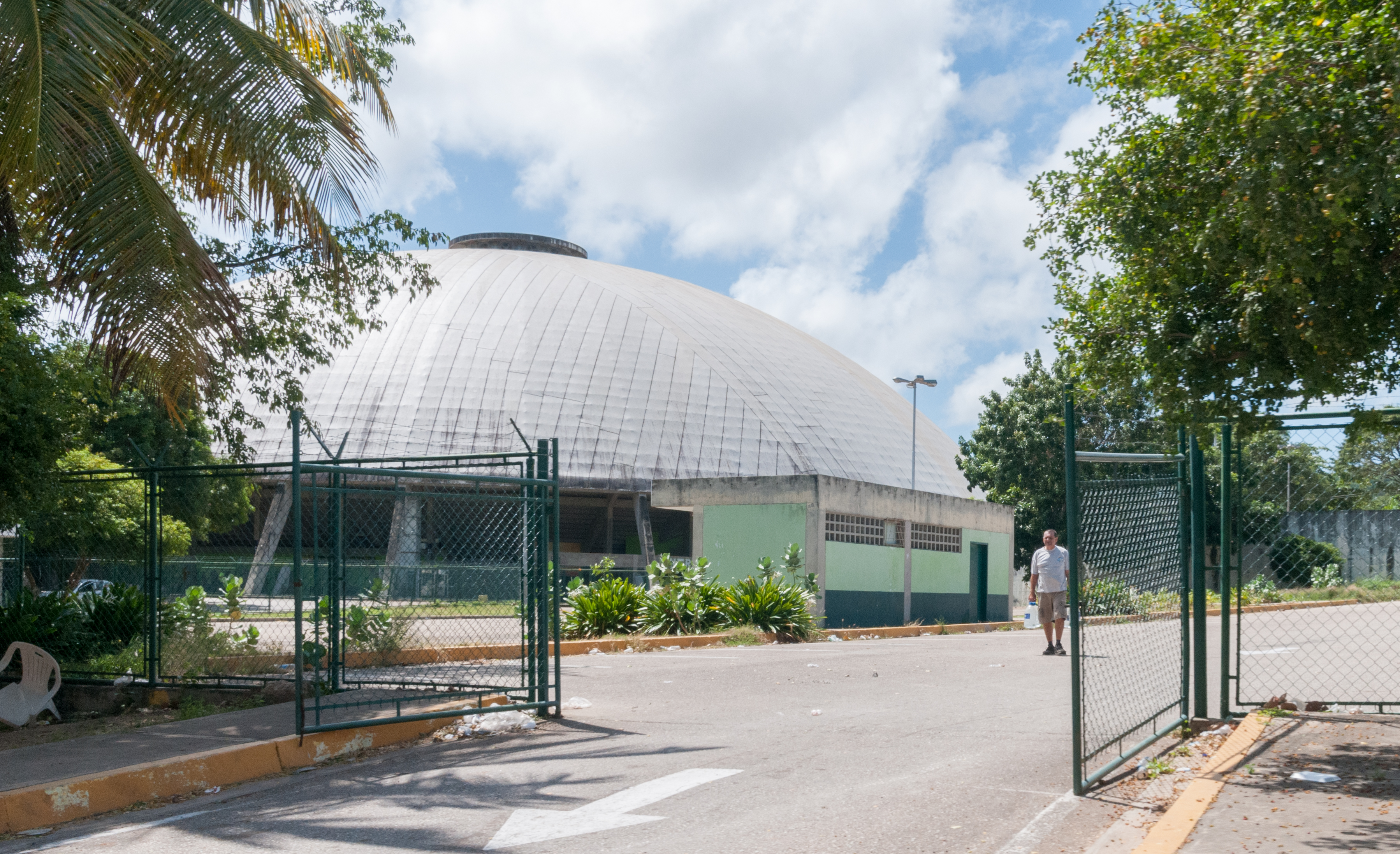
Vista exterior del Gimnasio Ciudad de La Asunción.

El Gimnasio Ciudad de La Asunción Es un pabellón o gimnasio cubierto multiusos, ubicado en la Isla de Margarita específicamente en la Avenida Juan Bautista Arismendi, sector La Portada de la ciudad capital del Estado insular venezolano de Nueva Esparta, La Asunción. Es la sede de Guaiqueríes de Margarita, uno de los 10 equipos de Baloncesto que están afiliados a la Liga Profesional de Baloncesto de Venezuela. Tiene una capacidad aproximada para albergar a 10 000 espectadores y puede ser usado para varios deportes de equipos colectivos. En el 2008 el gobierno del estado Nueva Esparta realizó trabajos de refracción que implicaron mejoras en el techo, impermeabilización, nuevas sillas, entre otras mejoras En 2014 se realizó allí el Campeonato Sudamericano de Baloncesto de 2014, para lo cual se realizaron remodelaciones varias entre ellas 4 nuevos camerinos, mejoras en la iluminación, ventilación y exteriores.

## Jugadores

### Plantilla 2022
| Num                       | Nac.                      | Jugador           | Pos | Altura | Edad    |
| 19                        | Bandera de Venezuela      | Heissler Guillent | B   | 1,83 m | 38 años |
| 3                         | Bandera de Venezuela      | José Sojo         | B   | 1,80 m | 30 años |
| 16                        | Bandera de Venezuela      | Mayron Martínez   | B   | 1,80 m | 21 años |
| 23                        | Bandera de Venezuela      | Jhon Brito        | B   | 1,82 m | 19 años |
| 6                         | Bandera de Venezuela      | Gendry Correa     | E   | 1,85 m | 29 años |
| 15                        | Bandera de Venezuela      | Fernando Requena  | E   | 1,89 m | 25 años |
| 1                         | Bandera de Estados Unidos | Melvin Johnson    | E   | 1,93 m | 31 años |
| 32                        | Bandera de Venezuela      | Edgar Martínez    | A   | 1,93 m | 28 años |
| 2                         | Bandera de Estados Unidos | Dominique Sutton  | A   | 1,96 m | 38 años |
| 7                         | Bandera de Venezuela      | Morris Sierralta  | A   | 1,95 m | 38 años |
| 32                        | Bandera de Venezuela      | Francisco Centeno | AP  | 2,02 m | 39 años |
| 10                        | Bandera de Venezuela      | José Ascanio      | AP  | 2,04 m | 28 años |
| 29                        | Bandera de Venezuela      | Cristians Moya    | P   | 2,06 m | 24 años |
| 44                        | Bandera de Estados Unidos | Jamelle Hagins    | P   | 2,06 m | 34 años |
| 14                        | 🇺🇸                        | Gary Mc Ghee      | P   | 2,10m  | 31 años |
| Entrenador: Pablo Favarel |                           |                   |     |        |         |

### Números retirados
| 5 Luis Lairet A Retirado | 8 Álex Quiroz B Retirado | 11 Carl Herrera AP Retirado | 12 Luis Sosa P Retirado | 13 Cruz Lairet AP Retirado | 17 Richard Medina AP Retirado |

### Plantillas campeonas
| 1977 - Director técnico: Lucius Mitchell. 1978 - Director técnico: Pedro Espinoza. 1979 - Director técnico: Pedro Espinoza. 1980 - Director técnico: Alejandro Tejada. | 1981 - Director técnico: Don Hogan. 1982 - Director técnico: Don Hogan 1997 - Director técnico: Julio Toro. 2007 - Director técnico: Julio Toro. |

## Palmarés

### Torneos nacionales
- Superliga Profesional de Baloncesto (9): 1977, 1978, 1979, 1980, 1981, 1982, 1997, 2007 y 2021-II.
  - Subcampeón (4): 1984, 1985, 1991, 2024.
- Títulos de División (1): 2022.

### Torneos internacionales
- Campeonato Sudamericano de Clubes Campeones:
  - Subcampeón (1): 1979.